# Новатор (підприємство)
Нова́тор  —  підприємство авіаційної промисловості України, що розташоване у місті Хмельницькому. Належить до переліку підприємств, що мають стратегічне значення для економіки та безпеки України.

## Історія
ТОВ «Новатор» — Хмельницький радіотехнічний завод — був заснований 1966 року в структурі Міністерства радіопромисловості СРСР як одне з підприємств по виготовленню бортового радіоелектронного, радіолокаційного, радіонавігаційного та іншого обладнання для авіаційної та аерокосмічної галузей.
Одним з перших зразків продукції, освоєної заводом в кінці 60-х — на початку 70-х років, були вузли для бортових прицільних систем винищувачів МіГ-21.
Одночасно підприємство розгорнуло серійне виробництво плоских мікромодулів, які в той час відіграли велику роль як елементна база для стратегічного ракетобудування, авіації і космонавтики, дозволивши виграти час до освоєння електронною промисловістю твердотільних технологій.
Ця технологія постійно вдосконалювалася, набуваючи сучасних рис у вигляді виробництва тонко і товстоплівкових гібридних мікросхем, а потім і сучасних мікрозбірок.
В середині 70-х років завод освоїв серійне виробництво літакових відповідачів і сервісної апаратури для їх обслуговування, які з часом стали одними з постійних видів серійної продукції підприємства (завод протягом довгих років був єдиним виробником цієї продукції) і до теперішнього часу є важливою складовою частиною виробництва. Весь сучасний парк військової і цивільної авіації СНД обладнаний літаковими відповідачами, виготовленими ТОВ «Новатор».
Були освоєні також система ближньої навігації і посадки «ВЕЕР», система посадки на палуби авіаносців «Квадрат».
Протягом всього часу діяльності заводу як складової частини ВПК СРСР його база використовувалася як експериментальна база для відпрацювання новітніх видів радіоелектронної і радіолокаційної техніки. Деякі вироби виготовлялися в єдиних екземплярах або дрібними серіями. Це зумовило необхідність і в той же час дало можливість заводу запросити або підготувати фахівців високої кваліфікації, здатних за короткий час освоювати виробництво нових видів найсучаснішої продукції.
Підприємство брало участь у створенні системи дальнього радіолокаційного виявлення «Джміль» — радянського аналога американської системи «АВАКС» — і освоїло виробництво деяких її найважливіших складових, зокрема стійки відображення і введення інформації, блоки приймача і обчислювача.
Завод освоїв і виробляв бортові радіолокаційні станції бокового огляду «Шабля» і «Шомпол», комплекси лазерної розвідки «Шпиль».
Була здійснена підготовка до серійного виробництва основних блоків і вузлів радіолокатора наземної мобільної системи протиповітряної оборони середньої дальності «БУК-М2», призначеної для виявлення, супроводу і знищення аеродинамічних і балістичних цілей, в тому числі на низьких висотах.
Вирішальним етапом в розвитку підприємства було освоєння бортового РЛПК (радіолокаційного прицільного комплексу) Н019 винищувача МіГ-29, основних блоків РЛПК винищувача Су-27, а також сервісної апаратури для їх обслуговування. ТОВ «Новатор» є єдиним виробником цієї продукції в Україні. Для забезпечення її серійного виробництва створена інфраструктура виробничої бази для потужної НВЧ-техніки з екран-камерами, камерами кліматичних випробувань, системою метрологічного забезпечення. Фахівцями підприємства розроблена і впроваджена у виробництво система автоматизованого контролю параметрів виробу Н019 і його основних блоків. Розроблено і серійно випускаються експлуатаційно-ремонтні пульти для перевірки параметрів і поточного ремонту виробів і блоків у споживачів.
Збереження зв'язку з підприємствами-розробниками цих систем дозволяють заводу брати участь в модернізації цих виробів, зокрема виготовляти вузли і блоки для виробів «Спис», «Топаз», «Сапфір», «Жук» та інших (в перспективі — серійний випуск цих виробів), які є модернізованими радарами для винищувачів МіГ-21, МіГ-23, МіГ-29, Су-27. Виготовляються комплектуючі виробів і вузлів, включаючи мікроскладення, хвилеводи, моточні вузли. Виготовляється також сервісна апаратура, що входить до складу стаціонарних і мобільних комплексів для обслуговування цих систем.
Здійснюючи конверсію виробництва, завод почав виробництво засобів зв'язку та безпеки руху на залізничному транспорті, зокрема станцій РС-1 та СР-1 дуплексної системи локомотивного зв'язку, сімплексні локомотивні радіостанції коротко- і ультракороткохвильового діапазонів типу РЛ-1С, мікропроцесорної апаратури безпеки руху АБ ЧКУ, АЛС МР.
У 2011 році ТОВ «Новатор» увійшло до складу Державного концерну «Укроборонпром».

## Директори
- Вдовиченко Анатолій Андрійович
- Свістунов Олексій Сергійович (2019)
- Курта Олена Олегівна (2024)

1. ↑  Постанова Кабінету міністрів України № 1734 від 23 грудня 2004 р. «Про затвердження переліку підприємств, які мають стратегічне значення для економіки і безпеки держави»
2. ↑  Постанова Кабінету міністрів України № 83 від 4 березня 2015 р. «Про затвердження переліку підприємств, які мають стратегічне значення для економіки і безпеки держави»